# Дворец Бжостовских
Дворе́ц Бжосто́вских (лит. Bžostovskių rūmai) — двухэтажный дворец XVIII века в стиле классицизма в Старом городе Вильнюса на стыке улицы Университето и Доминикону (Dominikonų g. 18 / Universiteto g. 2). Дворец является памятником архитектуры республиканского значения (AtR 66) и охраняется государством, код в Регистре культурных ценностей Литовской Республики 771. В настоящее время здесь действует аптека, магазин оптики, одонтологическая клиника; часть здания занимают жилые квартиры.

## История

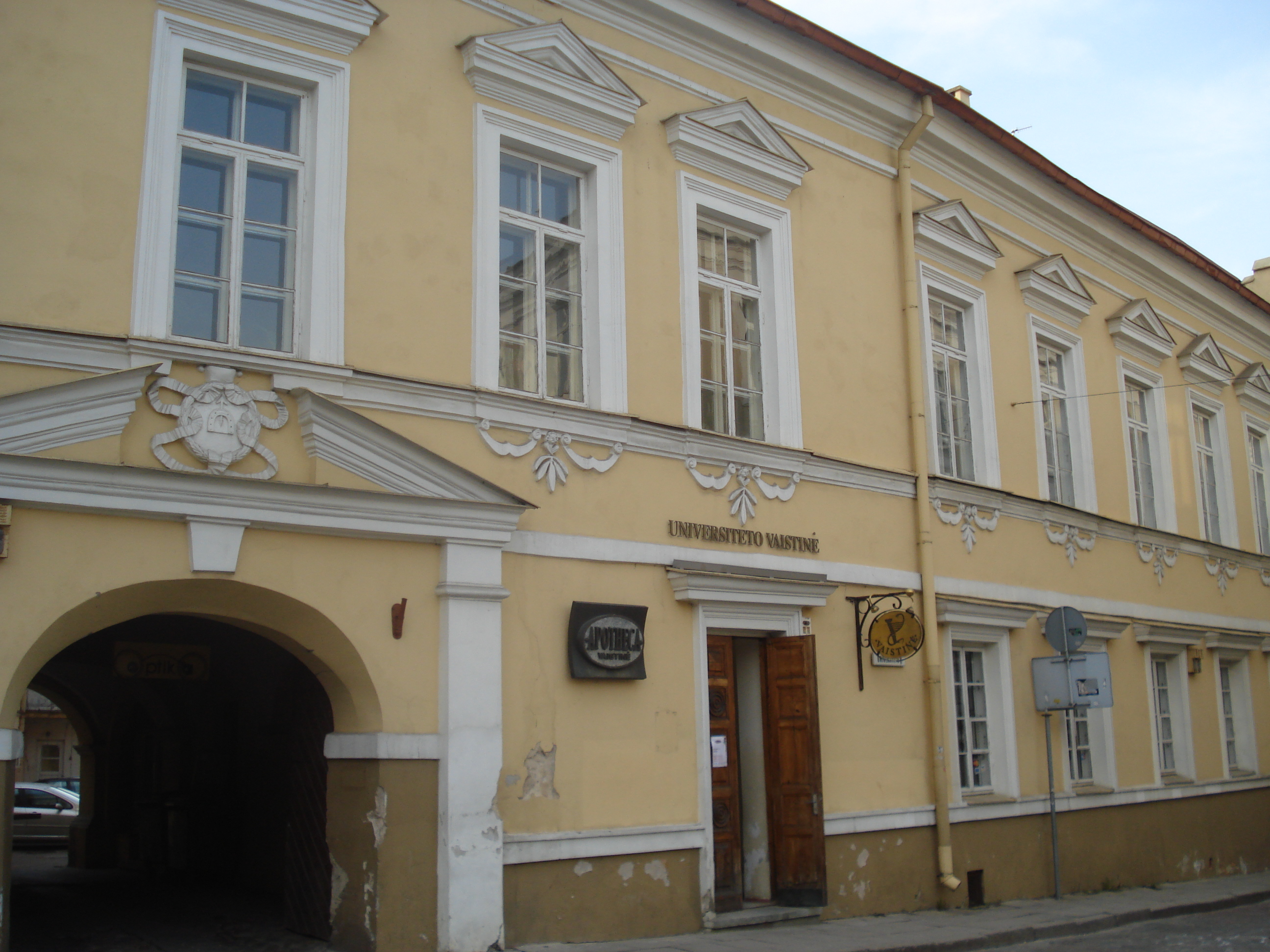
Дворец Бжостовских. Вид на арку со стороны улицы.

В этом месте стояло два дома, упоминаемых в документах конца XVI и первой половины XVII века. В 1667 и 1669 дома приобрёл великий писарь литовский Циприан Павел Бжостовский и соединил в одно здание. Восстановление пострадавшего в пожаре 1748 года здания, принадлежавшего к тому времени Юзефу Бжостовскому, завершилось в 1759 году. В 1760 году владельцем стал Павел Ксаверий Бжостовский, учредитель Павловской республики. При новом владельце в 1761 году были построены корпусы официны во дворе и в 1769 году заново декорированы фасады и интерьеры, как предполагается, по проекту Мартина Кнакфуса.
В 1772 году дворец купил жемайтийский подкоморий Якуб Игнаций Нагурский. Наследники после его смерти (1802) продали дворец Огинским. По другой версии, вдова Каетона Нагурского Мария, урождённая Нери, в 1802 году вышла замуж за Михала Клеофаса Огинского. После его смерти (1833) дворец унаследовал известный меценат Иринеуш Клеофас Огинский.
Во дворце по прибытии в Вильну недолгое время жил профессор Иоганн Петер Франк со своим сыном Йозефом Франком, переселившиеся затем в дом на улице Большой.
В конце XIX — начале XX века собственник дворца Михал Огинский сдавал квартиры горожанам. Одну из них занимал врач и общественный деятель Владислав Загорский. В 1888—1890 годах дворец реконструировался по проекту архитектора Киприана Мацулевича.
В 1940 году дворец был национализирован. В 1957 году по проекту архитектора Альбинаса Пуриса дворец реконструировался: изменена планировка квартир, укреплены конструкции, в главном корпусе устроена пивная с официальным названием «Пивная № 2» („Alinė Nr. 2“), или кафе, с официальным названием «Бистро» , прозванное местными жителями «Под бочкой».
В 1982 году была проведена ещё одна реконструкция и частичная реставрация по проекту архитектора Алдоны Швабаускенее: были снесены малоценные пристройки XIX века во дворе, главный корпус и часть корпусов во дворе приспособлены под аптеку, другие помещения — под квартиры.

## Архитектура
Главный восточный фасад выгнут по линии улицы, к тому же в северном направлении идущей с наклоном вниз. Стены сложены из кирпича (сохранились фрагменты готической кладки) и покрыты штукатуркой. Крыша крыта черепицей. Формы главного восточного фасада переходные от позднего барокко к классицизму, что характерно для творчества Мартина Кнакфуса.
Арка въезда во двор и обрамляющий её портал располагаются не по центру фасада, а сдвинуты влево. Своды въезда цилиндрические и крестовые. Окна второго этажа расположены между отделяющим этажи карнизом и верхним карнизом и фризом на неравных расстояниях друг от друга. Окна декорированы обрамлением и чётко профилированными треугольными сандриками вверху, рельефами с изображением голов ангелочков и растительным мотивом внизу. Над аркой располагается рельефный герб Нагурских. Выходящий во двор фасад главного корпуса украшен пилястрами и карнизами. По первому и второму этажам идёт барочная галерея, на втором этаже из двух широких и одного узкого окна; внизу окну соответствует такой же формы и близкого размера арка въезда

## Изображения

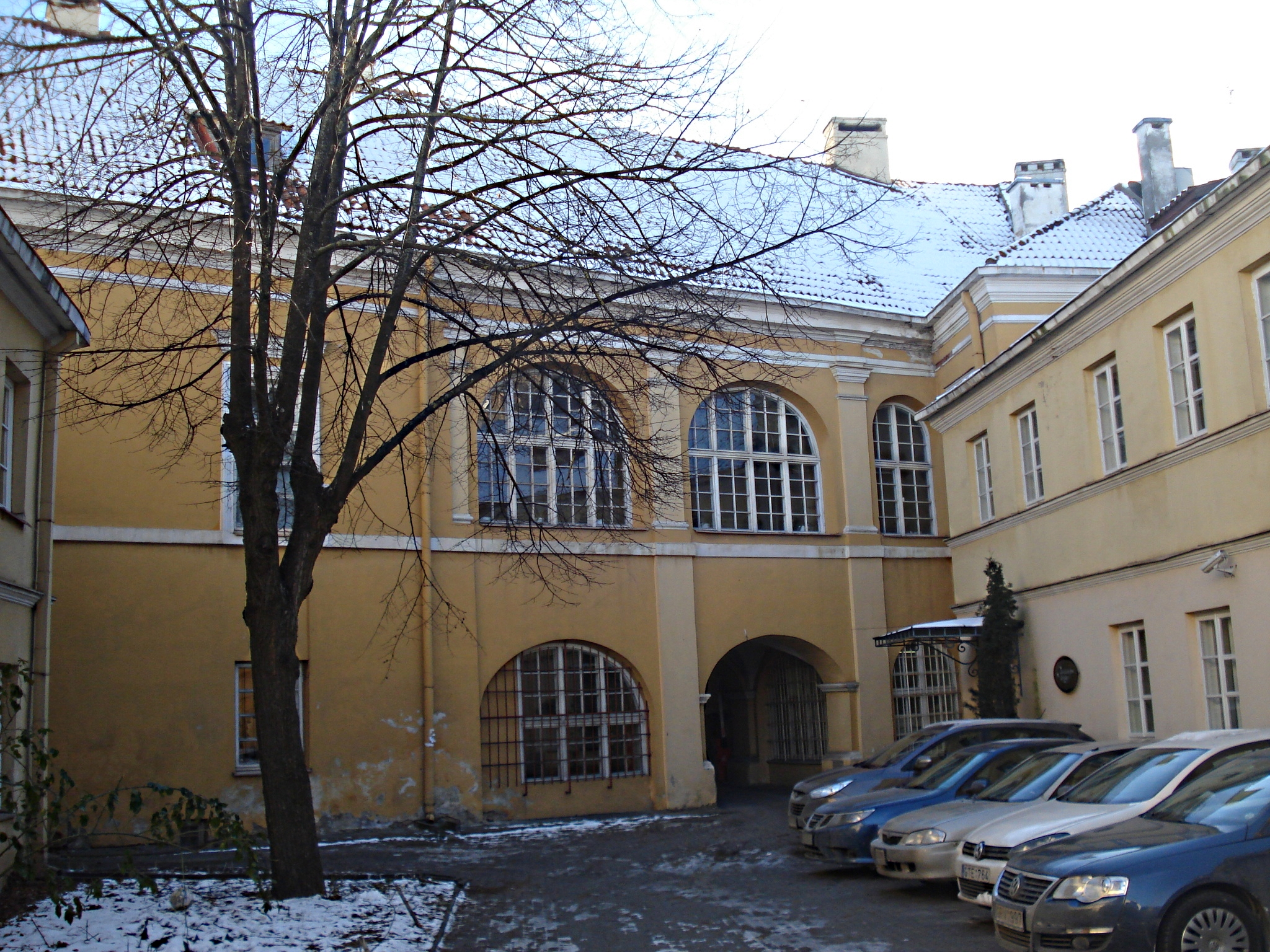
Барочная галерея западного фасада главного корпуса
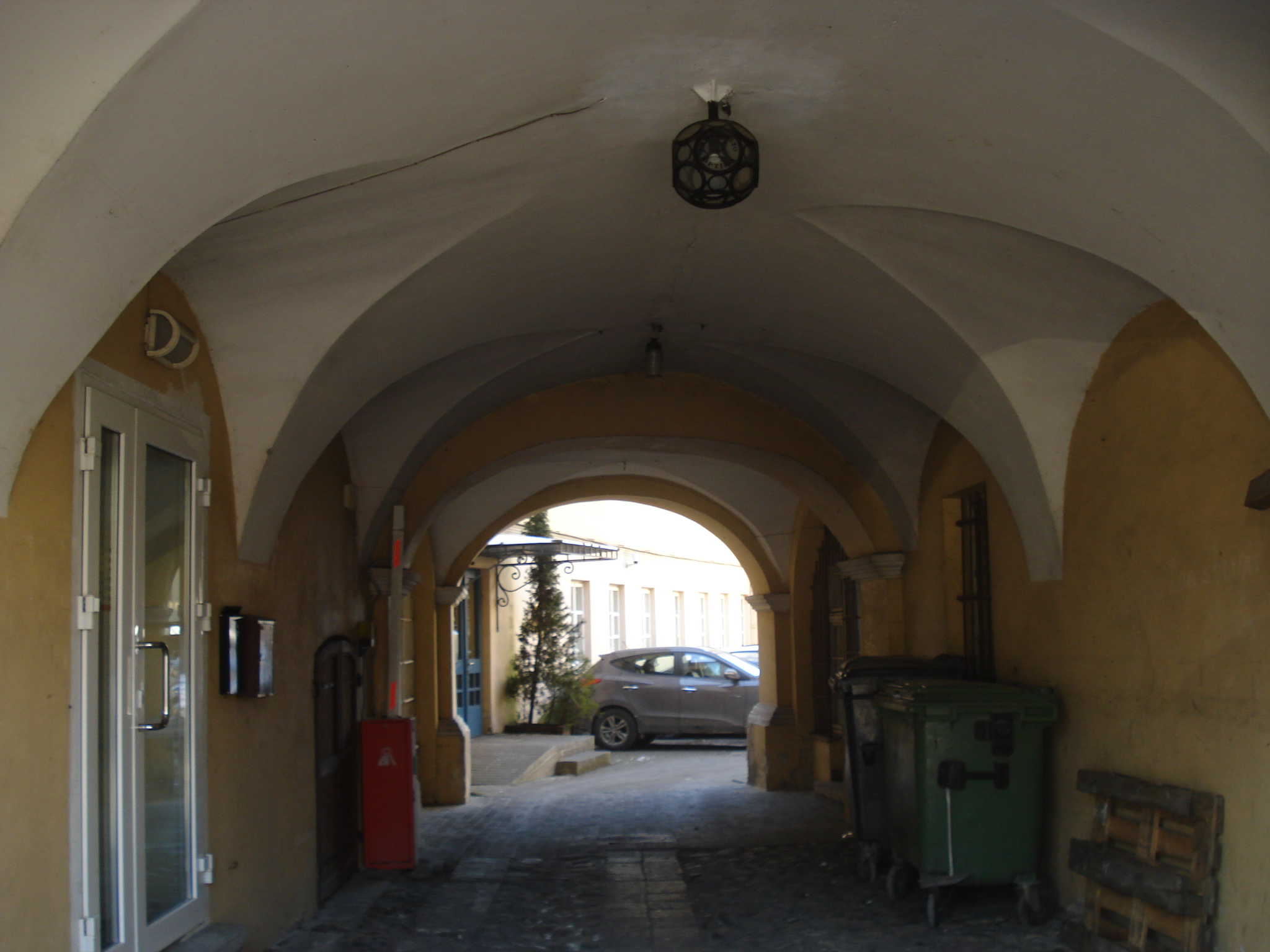
Своды въезда
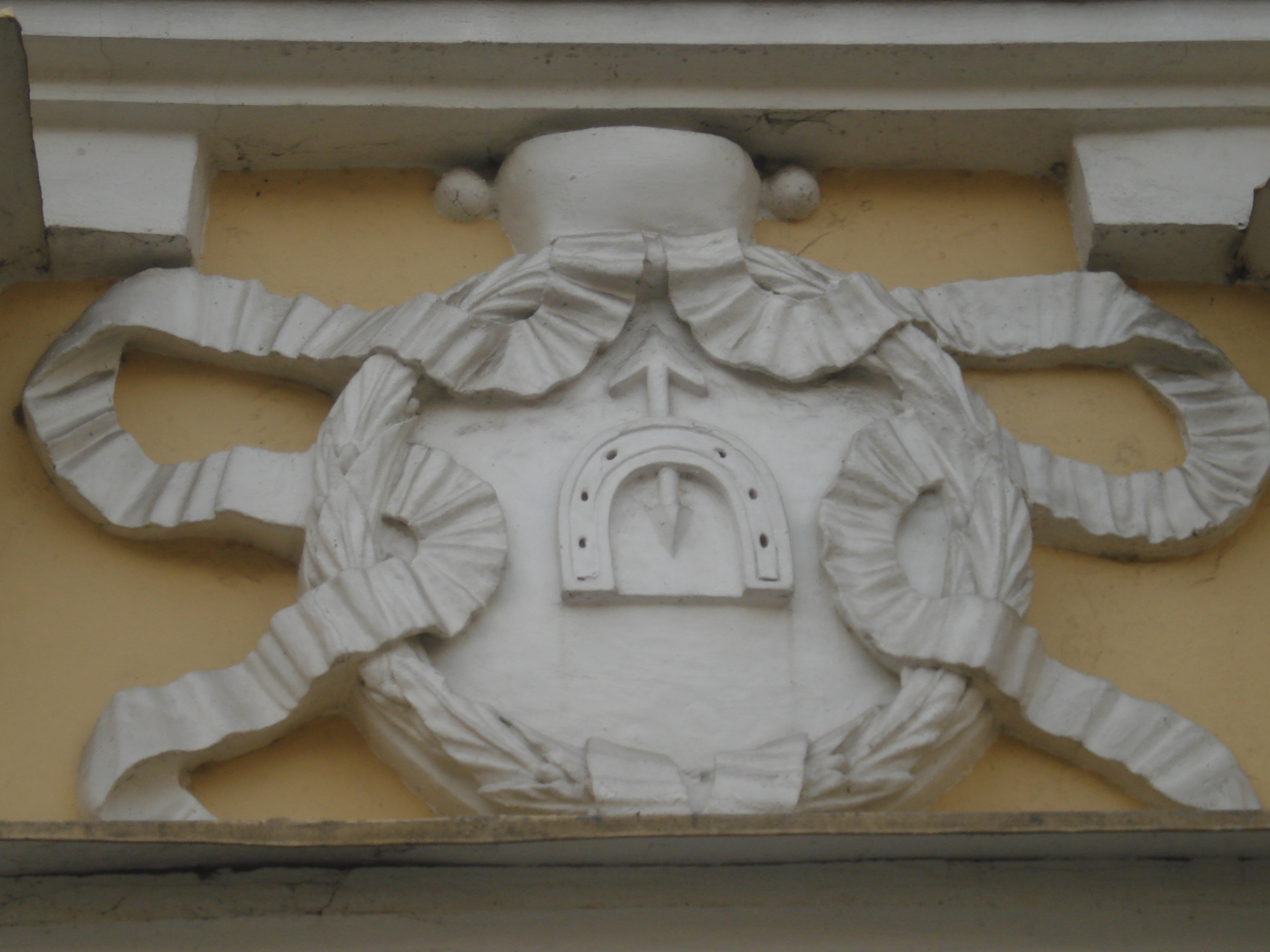
Герб Нагурских
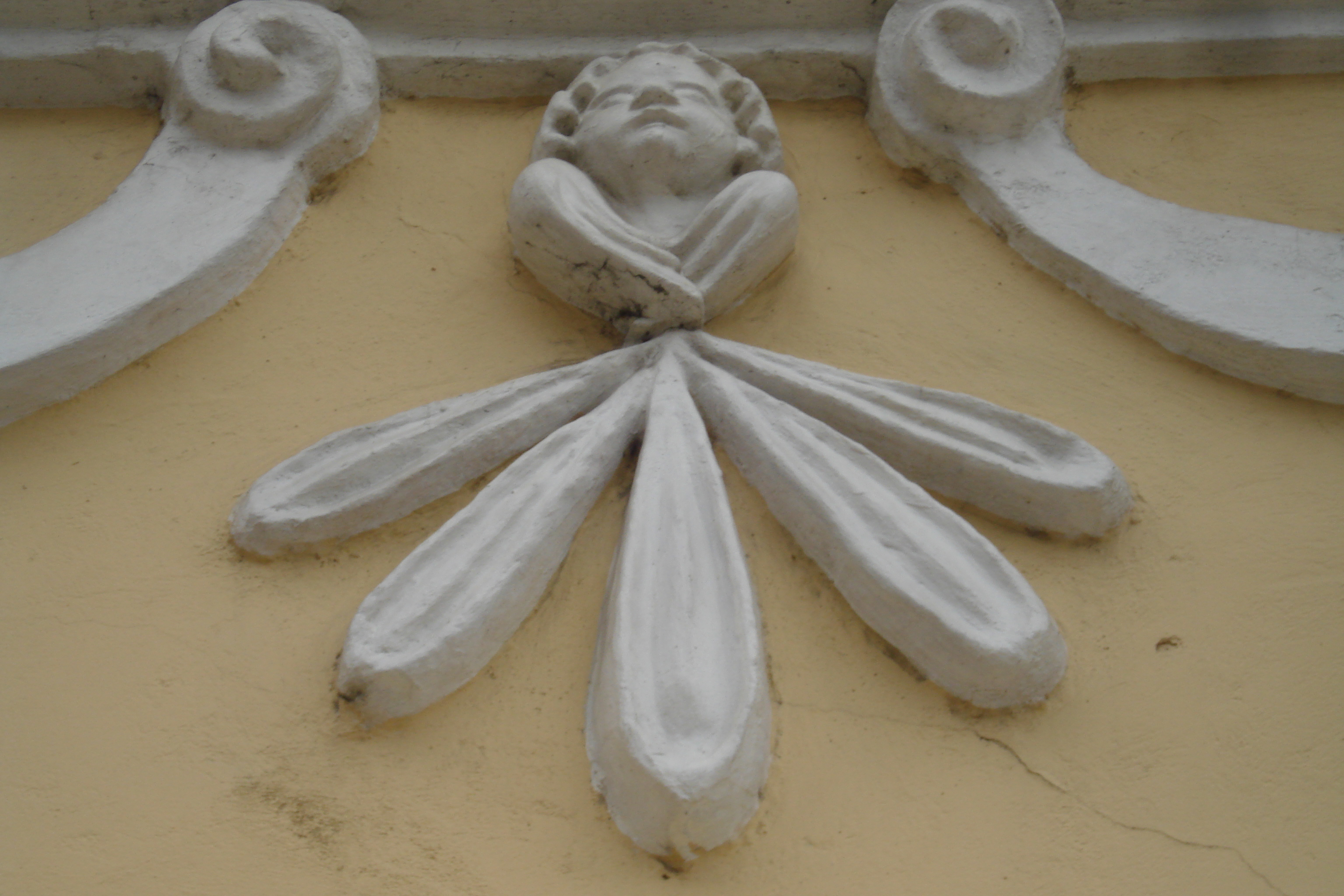
Рельеф главного фасада